# 软毛黄杨
软毛黄杨（学名：Buxus mollicula）是黄杨科黄杨属的植物，是中国的特有植物。分布在中国大陆的云南等地，生长于海拔1,600米至1,780米的地区，多生在金沙河谷丛林中，目前尚未由人工引种栽培。

## 异名
- Buxus mollicula W. W. Smith var. glabra Hand.-Mazz.